# Omicron vexatum
Omicron vexatum är en stekelart som beskrevs av Giordani Soika 1978. Omicron vexatum ingår i släktet Omicron och familjen Eumenidae. Inga underarter finns listade i Catalogue of Life.